# کارل ساندبلوم
کارل ساندبلوم (انگلیسی: Carl Sandblom; ۲۱ اوت ۱۹۰۸ – ۱ ژوئن ۱۹۸۴) قایقران، و وکیل اهل سوئد بود.